# فرودگاه مییاکو
فرودگاه مییاکو (به انگلیسی: Miyako Airport) یک فرودگاه همگانی با کد یاتا MMY است که یک باند فرود آسفالت بتن دارد و طول باند آن ۲۰۰۰ متر است. این فرودگاه در شهر میاکوجیما کشور ژاپن قرار دارد .

## شرکت‌های هواپیمایی و مقصدهای پروازی

### مسافری
| شرکت‌های هواپیمایی                             | مقصدهای پروازی                     |
| --------------------------------------------- | ---------------------------------- |
| آل نیپون ایرویز                               | چوبو سنترایر، ناها، کانزای، هانه‌دا |
| آل نیپون ایرویز اجرا توسط ANA Wings           | Ishigaki، ناها                     |
| خطوط هوایی ژاپن اجرا توسط ژاپن ترانس‌اوشن ایر  | ناها، هانه‌دا                       |
| خطوط هوایی ژاپن اجرا توسط Ryukyu Air Commuter | Ishigaki، ناها، تاراما             |